# حجفة
الحَجَفَة أو الجِنَانَة هو الجزء المثلث الزوايا الظاهر من جنبذة البرجد عند انتشاب الغمدين في وسط الكوسل والذي يكون مُلاحظاً عند كل من الخنافس ونصفيات الأجنحة. أما عند ذوات الجناحين و عند غشائيات الأجنحة فيكون ضامناً أو مختفياً.

الحجفة في أنواع مختلفة من الحشرات
26 = عند متباينات الأجنحة
6 = عند ذوات الجناحين
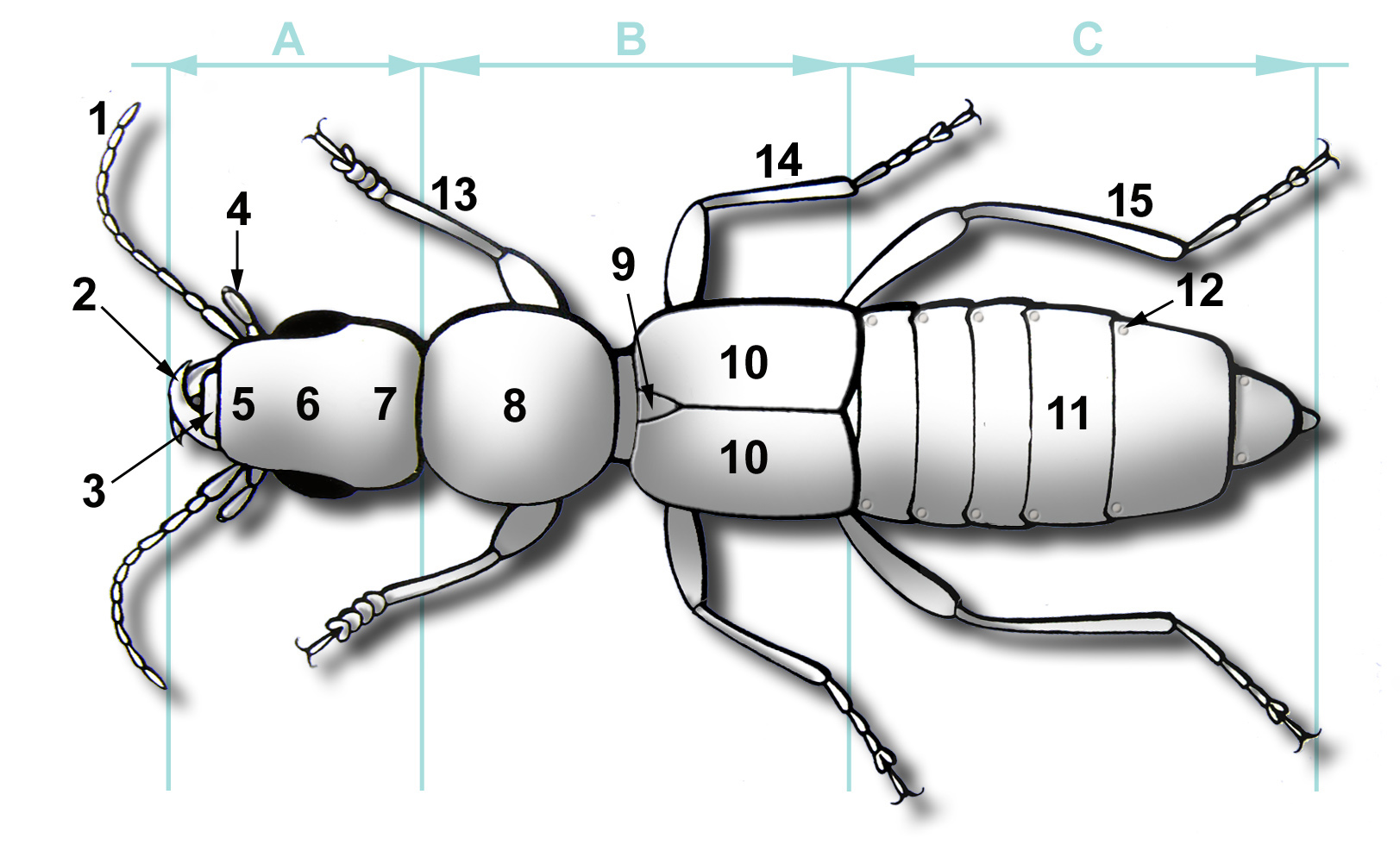
9 = غمدية الأجنحة
10 = عند النمل